# 光背犁頭鰩
光背犁頭鰩（學名：Rhinobatos lionotus），又稱光背琵琶鱝，為軟骨魚綱犁頭鰩目犁頭鰩科犁頭鰩屬的其中一種，被IUCN列為極危保育類動物，分布於印度洋斯里蘭卡及印度海域，深度70至76公尺，本魚體延長而平扁，吻寬短而呈三角形，寬度為體長的35-37％，長度為寬度的1.2-1.3倍，吻部較短，長為氣孔間距的2.5-2.7倍，眶距的3.4倍，眼橢圓形，瞬膜不發達，口寬為體長的6.3-6.9％，口前長度為口內距的5.5-5.9倍，後鼻瓣寬闊，兩個氣門褶皺，最外層褶皺與內層褶皺近等高或略高，鰓前感覺孔系統明顯，向後延伸至第一鰓裂的邊緣，齒細小而多，舖石狀排列，上顎有約 118 排牙齒，口裂橫向，唇褶發達，鰓裂小，在胸鰭基部內側，斜向，背鰭兩個，位於尾部，第一背鰭在腹鰭基底後方，尾鰭短小，上葉較大，下葉突出，後部無缺刻，背鰭前部褐色，後部及頂端呈暗色，成魚的背盤均勻地呈棕色至綠色，有或沒有大的、間距規則的雲狀斑點，腹盤和尾部為淺色，體長可達75公分，棲息於河口至大陸棚，為底棲性魚類，肉食性，卵胎生，生活習性不明。